# Powellitheca
Powellitheca is een mosdiertjesgeslacht uit de familie van de Powellithecidae en de orde Ctenostomatida. De wetenschappelijke naam ervan is in 2016 voor het eerst geldig gepubliceerd door Di Martino, Taylor, Gordon & Liow.

## Soorten
- Powellitheca labiosa Di Martino, Taylor, Gordon & Liow, 2016
- Powellitheca terranovae Di Martino, Taylor, Gordon & Liow, 2016
- Powellitheca waipukurensis (Waters, 1887)  †